# Кшиштоф Сікора
Кшиштоф Густав Сікора (нар. 4 лютого 1954, Моложув) — польський науковець та громадський діяч. Почесний консул України в місті Бидгощ (Польща) (з 2016).

## Життєпис
Народився 4 лютого 1954 року в Моложуві. У 1980 році отримав ступінь магістра фізики в Університеті Миколая Коперника в Торуні.
У 1999—2012 роках — виконував функції Канцлера Університету Економіки в Бидгощі.
З 2012 року виконує функції Президента Вищої економічної школи. Започаткував співпрацю Університету Економіки в Бидгощі з університетами Франції, Німеччини, Італії, Іспанії, Португалії. Як активний учасник європейських політичних подій, виступав за налагодження співпраці між Куявсько-Поморським воєводством та регіоном Франції Південь-Піренеї. Організовує різні економічні місії та навчальні виїзди підприємців та членів адміністрації університету до інших країн Європейського Союзу. Крім того представляв інтереси воєводства на найбільших економічних форумах Європи, таких як ITB Berlin, CeBIT Hannover.